# 夢かなえるまで2 Believe in Music 〜音楽を信じて〜
『夢かなえるまで Belive in Music 〜音楽を信じて〜』は、テレビ神奈川とテレビ埼玉で放送されていた音楽番組。
 テレビ神奈川では毎週水曜日の25:00 - 25:30、テレビ埼玉では毎週月曜日の27:00 - 27:30に放送。
渋谷のライブハウス「Guilty」にて公開収録。

## 概要
前身のドキュメンタリー番組『夢かなえるまで!!』放送終了後の翌週から同枠で音楽番組としてリニューアルされた。
毎回異なるゲストアーティストを招き、MCの2人とのトークとステージパフォーマンスが披露される。
番組MCには前作同様に桜塚やっくんに加え、新たにシンガーソングライターのChie が起用された。
番組が開始した当初はオープニングテーマに美女♂men Zの「Here we go!」、エンディングテーマにChie のメジャーデビュー曲「LIFE LOVE GAME」が起用されていた。vol.10以降はオープニングに同曲、エンディングにはChieの「約束」に変更された。

## 出演者

### レギュラー
Chie - MC
桜塚やっくん - MC
伊藤浩樹 - DREAM AUDITION 審査員
桜井鉄太郎 - DREAM AUDITION 審査員
Gacky - Dream Audition 進行MC
amanote - ナレーション

### 準レギュラー
高橋由佳 - DREAM AUDITION 進行アシスタント
Juno - DREAM AUDITION 進行アシスタント
富樫映 - DREAM AUDITION 進行アシスタント

### ゲスト
＜vol.1＞
Rifa
愛笑む（アイエム）
Gota
＜vol.2＞
Yup'in
石田託也
＜vol.3＞
美女♂men Z
＜vol.4＞
ナイトインタテヅカ
海侍 -KAIJI-
瑠璃奈（中村瑠璃奈 / トークゲスト）
＜vol.5＞
amanote
Reecho
＜vol.6＞
伊勢美琴
Do2
STYLE
＜vol.7＞
笹尾淳
唐澤有弥
TAmU
Rifa（vol.1に続き2度目の出演）
＜vol.8＞
ほっつん&SeeKeR
しがせいこ
西条美咲（トークゲスト）
＜vol.9＞
PEACE
1+1
＜vol.10＞
スルースキルズ
佐藤香織（トークゲスト）
＜vol.11＞
SKETCH
シブヤDOMINION
＜vol.13＞
彩-ahya-

## コーナー

### DREAM AUDITION
一般人や、歌手を目指して日々トレーニングに励む若者を対象とした番組内の公開オーディション。選考を通過したシンガーには番組が主催する赤坂BLITZでのイベント出演権が与えられる。
審査員にはECHOESの伊藤浩樹、COSA NOSTRAの桜井鉄太郎。

### 映画祭プロジェクト
前作「夢かなえるまで!!」にて、桜塚やっくんの発案により生まれた番組主催の学生映画祭企画。番組内で参加校を募集し、今作ではChie出演シーンの撮影現場の様子などが描かれた。vol.12では映画祭でグランプリを獲得した東京工芸大学の「vista〜ふたりの楽章」がノーカットでオンエアされた。

### 視聴者からの投稿
正式なコーナー名はない。視聴者から番組に寄せられた「夢」を紹介し、それをもとにMCの二人がトークを広げる。前作のドキュメンタリー番組時代にも「DREAM BOX」という同様の企画が存在した。

## 前作との違い
番組内での公開オーディションなど、音楽にジャンルを絞ることで前作以上に夢を応援するという番組コンセプトが明確になった。
また、公開収録やロケ敢行など、リニューアル後からの新たな試みが見られた。

## スタッフ
- ディレクター：立石賢司
- AD・編集：平本勇、北川一知
- 撮影監督：藤岡大輔、石畑啓一
- 撮影：石田直、御園涼平、毛利隆治、廣島遥
- 特機部：大澤元洋、毛利隆治、市川修、牧志結美
- メイク：後口早弥香[1]
- コーディネーター：園部宗徳
- MA：辺見直義（Emiri）[2]
- チーフプロデューサー：小泉陽嗣
- エグゼクティブプロデューサー：KEI
- 制作協力：株式会社NKL、株式会社カダディア、株式会社S-Collection
- 主催：株式会社ardesign
- 制作：株式会社GALDirMedia
- 企画・著作：株式会社GALDirMedia、株式会社ardesign

## 連動企画

### 夢かなえるまで2 プレイバックchannel
YouTube配信番組。
放送地域が限定されていることから、より多くの視聴者に広めるのを目的とした企画。番組では放送時間の都合上カットされた未公開楽曲なども収録された。
＜番組MC＞
Gacky
amanote

### DREAM FESTIVAL
赤坂BLITZにて開催された番組発のイベント。
Chieや桜塚やっくん、Rifa、しがせいこ、amanoteら番組出演者の他にも多数アーティストによるライブパフォーマンス、
熱田久美、神子島みか、アイリーンなどの実力派から新人モデル、読者モデルらによるファッションショー、
さらに番組内で生まれた学生映画祭プロジェクト『夢映画祭』では東京工芸大学、駒澤大学、早稲田大学による三作品が上映された。審査委員長には映画監督の軽部真一。
＜主な出演者＞
Chie
桜塚やっくん
DJ saaachun a.k.a.紗音里
ザ・北乃脇バンド
RIKI
Reecho
amanote
SADA feat.剱神
sanae
A-dnis.
Rifa
2&
Pana Yupo
LuckySpice
しがせいこ
PEACE
BIRTH ALL STARZ
DSL（ディーゼル）
ns’ Clade
アイリーン
熱田久美
紗代
サリ
アンジ・リー
徳永エマ
瑠璃奈
愛内心愛
西条美咲
筆岡裕子
三井智雅
田中美彩
平木愛美
利麗
倉橋陽奈
藤田安梨那
神子島みか
長谷川あや